# دارفلفل زرد
دارفلفل زرد (نام علمی: Capsicum chinense) نام یک گونه از سرده فلفل است.